# Carl Printzensköld (militär)
Carl Printzensköld, född 1653, död 7 januari 1703 på Viresjö i Malmbäcks socken, var en svensk militär.

## Biografi
Carl Printzensköld var son till överste Johan Printzensköld och Anna Hård af Segerstad. Han blev kornett vid Smålands kavalleriregemente 1674, löjtnant där 1676, ryttmästare 1677, major 1683 och överstelöjtnant 1692. Printzensköld deltog i Skånska kriget och var 1699–1700 chef för Smålands kavalleriregemente. Han skrev sig till Prinsnäs i Norra Sandsjö socken.